# Багдала
Багдала је књижевни клуб из Крушевца основан 17. јуна 1964. године. Клуб за циљ има борбу за систем вредности у књижевности, као и у целокупној култури Србије, инсистирајући на праведном вредновању књижевних и уметничких дела.

## Делатност клуба
Клуб има следећа поља деловања:
- унапређује и афирмише оригинално књижевно стваралаштво и културу књижевног изражавања;
- штити слободу књижевног стваралаштва и залаже се за повољан материјални и друштвени положај књижевних стваралаца и књижевног стваралаштва у Крушевцу;
- води бригу о заштити моралних и материјалних права својих чланова;
- залаже се за културну, националну, језичку, верску, етничку толеранцију, толеранцију уверења и равноправност;
- приређује књижевне манифестације, обележава јубилеје и значајне догађаје културе и књижевности, бави се непрофитном издавачком делатношћу у циљу унапређивања и популаризације, ширења књижевности и стваралаштва уопште.
- сарађује са другим удружењима књижевних стваралаца, уметничким и културним удружењима, организацијама и институцијама у земљи и иностранству.
- развија међународну културну и књижевну сарадњу

Тренутни председник књижевног клуба је Србољуб Срба Ђорђевић, дипломирани економиста и књижевник.

## Издавачка делатност
Књижевни клуб Багдала бави се и издавачком делатношћу, објављује дела својих чланова, али и значајних српских и страних писаца. Између осталог, клуб издаје часопис за књижевност, уметност и културу, са истоименим називом — Багдала. Часопис излази четири пута годишње и до сада је објављено 506 бројева.
Први број листа „Багдала“, изашао је 15. априла 1959. године. У импресуму стоји да лист „издаје Књижевни клуб Радничког универзитета“, да га уређује Бранислав Л. Лазаревић (главни уредник), Добри Димитријевић (одговорни уредник), Миљко Шиндић, Владимир Личина и Саша Трајковић. Почетни импулс да ли су песници и уређивањем и сарадњом и преводима нарочито захваљујући Николи Трајковићу, који представља француске песнике већ од 10. броја, те је с правом себе сматрао такође оснивачем „Багдале“. Седиште и администрација клуба је у склопу Народне библиотеке Крушевац. Лист је имао и своју рачунску књижицу тако да је претплата вршена преко Народне банке.

## Награде
Књижевни клуб додељује награду „Златни прстен деспота Стефана Лазаревића“